# Kleine grondtiran
De kleine grondtiran (Syrtidicola fluviatilis synoniem: Muscisaxicola fluviatilis) is een zangvogel uit de familie Tyrannidae (tirannen). De vogel werd in 1866 door Philip Lutley Sclater en Osbert Salvin beschreven als Muscisaxicola fluviatilis. Volgens fylogenetisch onderzoek, gepubliceerd in 2020, verschilt de vogel te sterk voor plaatsing in het geslacht Muscisaxicola. Daarom is het een monotypische soort geworden uit het nieuw bedachte geslacht Syrtidicola.

## Verspreiding en leefgebied
Deze soort komt voor van zuidoostelijk Colombia tot oostelijk Ecuador, oostelijk Peru, noordelijk Bolivia en zuidwestelijk amazonisch Brazilië.

## Status
De grootte van de populatie is niet gekwantificeerd maar de soort wordt omschreven als schaars. Op de Rode lijst van de IUCN heeft deze soort de status niet bedreigd.